# 芭芭拉·库克

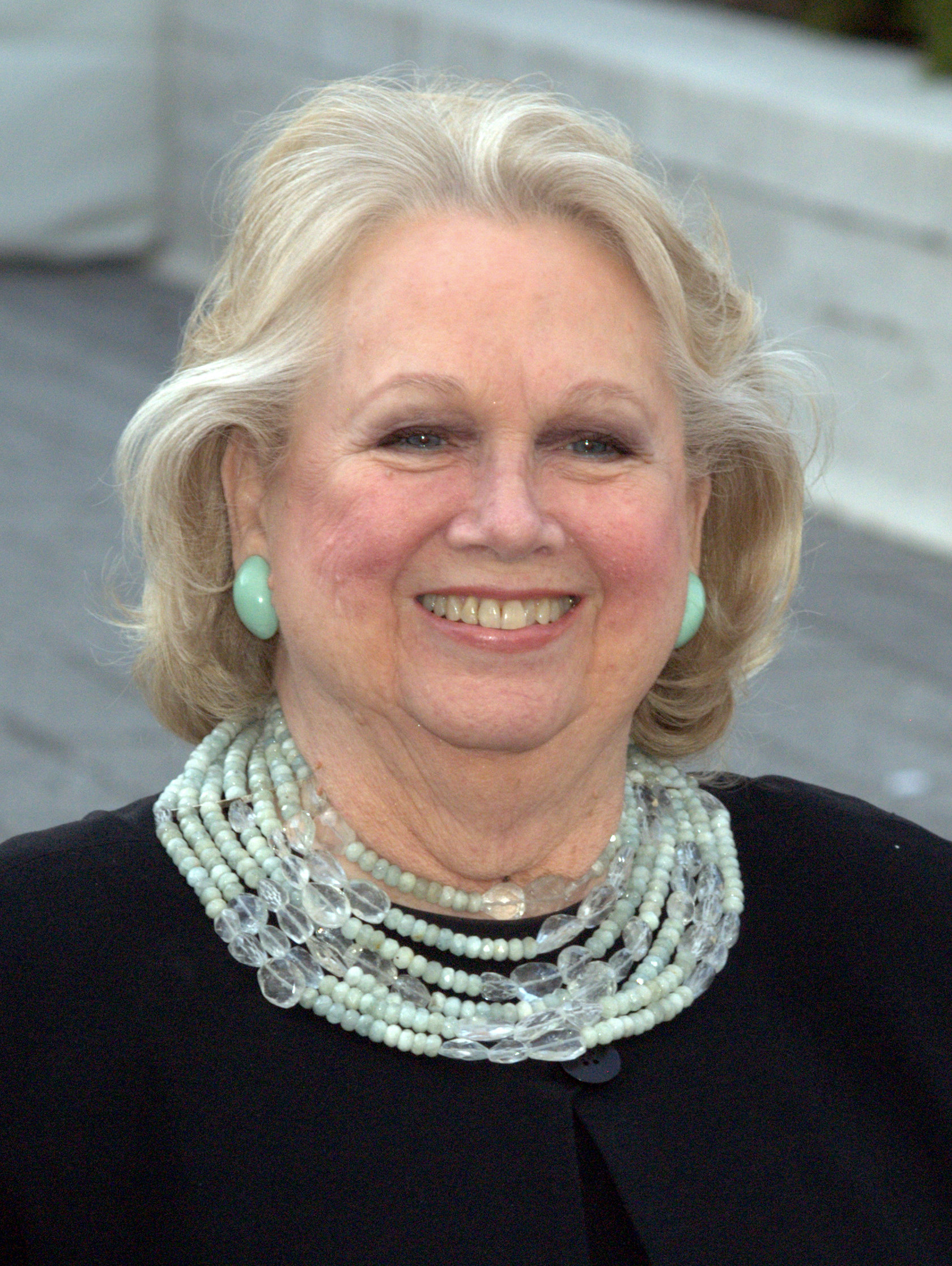
芭芭拉·库克

芭芭拉·库克 (Barbara Cook，1927年10月25日 - 2017年8月8日) 是一位美国女演员和歌手，她是20世纪50年代原创百老匯劇院音乐剧天真汉（1956 年）和歡樂音樂妙無窮（1957 年）中的主角。她获得過托尼奖。20世纪70年代中期，她开始从事歌舞表演唱歌，还录制了许多唱片。 2011年，她被授予肯尼迪中心荣誉奖。